# الروح في التوراة
لم يتم ذكر المفهوم التقليدي للروح غير المادية والخالدة المتميزة عن الجسمد في اليهودية قبل السبي البابلي،  ولكنه تطور نتيجة التفاعل مع الفلسفات الفارسية والهيلينية. وفقا لذلك، فإن الكلمة العبرية «نفش» (נֶ֫פֶשׁ) التي وردت في الترجمات للتوراة القديمة على أنها «الروح»، الا أنها تعني «الكائن الحي». فتم ترجمة «نفش» في السبعونية إلى «سوتشي» (ψυχή)، والتي هي «الروح» بالإغريقية. ثم استعملت في العهد الجديد بالمعنى العبري وليس الإغريقي.
تشير الدلائل النصية إلى تعدد وجهات النظر حول هذه القضية بما في ذلك التغييرات المحتملة للمفاهيم والتي تكون قد حصلت خلال القرون التي تطورت فيها النص التوراتي.

## العلاقة بسيكي اليونانية
إن الكلمة العبرية الوحيدة التي ترجمت تقليديا مصطلح «الروح» (نفش) إلى اللغة الإنجليزية تشير إلى كائن حي، جسد واعي يتنفس، بدلا من الروح الخالدة. في العهد الجديد، ترجمت الكلمة اليونانية «الروح» ψυχή (ψυχή «النفس»، ولها نفس المعنى الحقيقي للعبرية، دون ذكر إلى الروح الخالدة. في النفسية السبعينية اليونانية يستخدم لترجمة كل مثيل لنفيش.
| عدد المرات التي يتم فيها ترجمة نفش وسوتشي إلى كلمات إنجليزية معينة. | عدد المرات التي يتم فيها ترجمة نفش وسوتشي إلى كلمات إنجليزية معينة. | عدد المرات التي يتم فيها ترجمة نفش وسوتشي إلى كلمات إنجليزية معينة. | عدد المرات التي يتم فيها ترجمة نفش وسوتشي إلى كلمات إنجليزية معينة. | عدد المرات التي يتم فيها ترجمة نفش وسوتشي إلى كلمات إنجليزية معينة. |
| ترجم باسم                                                           | نفش                                                                 | نفش                                                                 | سوتشي                                                               | سوتشي                                                               |
| ------------------------------------------------------------------- | ------------------------------------------------------------------- | ------------------------------------------------------------------- | ------------------------------------------------------------------- | ------------------------------------------------------------------- |
|                                                                     | يقول:                                                               | نسخة الملك جون                                                      | يقول:                                                               | نسخة الملك جون                                                      |
| روح                                                                 | 110                                                                 | 475                                                                 | 25                                                                  | 58                                                                  |
| حياة                                                                | 165                                                                 | 117                                                                 | 37                                                                  | 40                                                                  |
| شخص                                                                 | 25                                                                  | 29                                                                  |                                                                     |                                                                     |
| روح                                                                 | 5                                                                   |                                                                     |                                                                     |                                                                     |
| عقل                                                                 | 3                                                                   | 15                                                                  | 3                                                                   | 3                                                                   |
| قلب                                                                 | 21                                                                  | 15                                                                  | 4                                                                   | 1                                                                   |
| أنفسكم                                                              | 19                                                                  | 6                                                                   |                                                                     |                                                                     |
| نفسه                                                                | 18                                                                  | 8                                                                   |                                                                     |                                                                     |
| أي                                                                  | 11                                                                  | 3                                                                   |                                                                     |                                                                     |
| مخلوق                                                               | 10                                                                  | 9                                                                   |                                                                     |                                                                     |
| أنفسهم                                                              | 10                                                                  | 3                                                                   |                                                                     |                                                                     |
| عدد الكلمات والعبارات المتنوعة </br> تظهر> 10 إلى 1 مرة             | 301                                                                 | 53                                                                  | 25                                                                  | 1                                                                   |
| غير مترجمة                                                          | 47                                                                  | 0                                                                   | 8                                                                   | 2                                                                   |
| المجاميع                                                            | 754                                                                 | 753                                                                 | 102                                                                 | 105                                                                 |

| عدد المرات التي يتم فيها ترجمة الكلمات العبرية واليونانية إلى كلمات إنجليزية معينة. | عدد المرات التي يتم فيها ترجمة الكلمات العبرية واليونانية إلى كلمات إنجليزية معينة. | عدد المرات التي يتم فيها ترجمة الكلمات العبرية واليونانية إلى كلمات إنجليزية معينة. | عدد المرات التي يتم فيها ترجمة الكلمات العبرية واليونانية إلى كلمات إنجليزية معينة. | عدد المرات التي يتم فيها ترجمة الكلمات العبرية واليونانية إلى كلمات إنجليزية معينة. | عدد المرات التي يتم فيها ترجمة الكلمات العبرية واليونانية إلى كلمات إنجليزية معينة. | عدد المرات التي يتم فيها ترجمة الكلمات العبرية واليونانية إلى كلمات إنجليزية معينة. | عدد المرات التي يتم فيها ترجمة الكلمات العبرية واليونانية إلى كلمات إنجليزية معينة. | عدد المرات التي يتم فيها ترجمة الكلمات العبرية واليونانية إلى كلمات إنجليزية معينة. | عدد المرات التي يتم فيها ترجمة الكلمات العبرية واليونانية إلى كلمات إنجليزية معينة. | عدد المرات التي يتم فيها ترجمة الكلمات العبرية واليونانية إلى كلمات إنجليزية معينة. | عدد المرات التي يتم فيها ترجمة الكلمات العبرية واليونانية إلى كلمات إنجليزية معينة. | عدد المرات التي يتم فيها ترجمة الكلمات العبرية واليونانية إلى كلمات إنجليزية معينة. | عدد المرات التي يتم فيها ترجمة الكلمات العبرية واليونانية إلى كلمات إنجليزية معينة. | عدد المرات التي يتم فيها ترجمة الكلمات العبرية واليونانية إلى كلمات إنجليزية معينة. | عدد المرات التي يتم فيها ترجمة الكلمات العبرية واليونانية إلى كلمات إنجليزية معينة. | عدد المرات التي يتم فيها ترجمة الكلمات العبرية واليونانية إلى كلمات إنجليزية معينة. | عدد المرات التي يتم فيها ترجمة الكلمات العبرية واليونانية إلى كلمات إنجليزية معينة. | عدد المرات التي يتم فيها ترجمة الكلمات العبرية واليونانية إلى كلمات إنجليزية معينة. |
| مترجمة على النحو التالي:                                                            | روخ                                                                                 | روخ                                                                                 | نيشمة                                                                               | نيشمة                                                                               | leb مشاهدة ملفه الشخصي                                                              | leb مشاهدة ملفه الشخصي                                                              | Kilyah                                                                              | Kilyah                                                                              | "اوب                                                                                | "اوب                                                                                | إلوهيم                                                                              | إلوهيم                                                                              | الهواء؛ الغاز                                                                       | الهواء؛ الغاز                                                                       | ذاتي                                                                                | ذاتي                                                                                | سيمتشي                                                                              | سيمتشي                                                                              |
| ----------------------------------------------------------------------------------- | ----------------------------------------------------------------------------------- | ----------------------------------------------------------------------------------- | ----------------------------------------------------------------------------------- | ----------------------------------------------------------------------------------- | ----------------------------------------------------------------------------------- | ----------------------------------------------------------------------------------- | ----------------------------------------------------------------------------------- | ----------------------------------------------------------------------------------- | ----------------------------------------------------------------------------------- | ----------------------------------------------------------------------------------- | ----------------------------------------------------------------------------------- | ----------------------------------------------------------------------------------- | ----------------------------------------------------------------------------------- | ----------------------------------------------------------------------------------- | ----------------------------------------------------------------------------------- | ----------------------------------------------------------------------------------- | ----------------------------------------------------------------------------------- | ----------------------------------------------------------------------------------- |
|                                                                                     | يقول:                                                                               | نسخة الملك جون                                                                      | يقول:                                                                               | نسخة الملك جون                                                                      | يقول:                                                                               | KJنسخة الملك جونV                                                                   | يقول:                                                                               | نسخة الملك جون                                                                      | يقول:                                                                               | نسخة الملك جون                                                                      | يقول:                                                                               | نسخة الملك جون                                                                      | يقول:                                                                               | نسخة الملك جون                                                                      | يقول:                                                                               | نسخة الملك جون                                                                      | يقول:                                                                               | نسخة الملك جون                                                                      |
| روح                                                                                 | 182                                                                                 | 232                                                                                 | 2                                                                                   | 2                                                                                   | 1                                                                                   |                                                                                     | 1                                                                                   |                                                                                     | 1                                                                                   |                                                                                     | 1                                                                                   |                                                                                     | 325                                                                                 | 317                                                                                 | 1                                                                                   |                                                                                     | 1                                                                                   |                                                                                     |
| الأرواح (الملائكة، الأرواح الشريرة)                                                 | 4                                                                                   |                                                                                     |                                                                                     |                                                                                     |                                                                                     |                                                                                     |                                                                                     |                                                                                     | 16                                                                                  |                                                                                     |                                                                                     |                                                                                     | 34                                                                                  | 42                                                                                  |                                                                                     |                                                                                     |                                                                                     |                                                                                     |
| روح                                                                                 |                                                                                     |                                                                                     |                                                                                     | 1                                                                                   |                                                                                     |                                                                                     |                                                                                     |                                                                                     |                                                                                     |                                                                                     |                                                                                     |                                                                                     |                                                                                     |                                                                                     |                                                                                     |                                                                                     |                                                                                     |                                                                                     |
| نفس                                                                                 | 31                                                                                  | 27                                                                                  | 18                                                                                  | 17                                                                                  |                                                                                     |                                                                                     |                                                                                     |                                                                                     |                                                                                     |                                                                                     |                                                                                     |                                                                                     | 3                                                                                   |                                                                                     |                                                                                     |                                                                                     |                                                                                     |                                                                                     |
| ينفخ                                                                                | 94                                                                                  | 92                                                                                  |                                                                                     |                                                                                     |                                                                                     |                                                                                     |                                                                                     |                                                                                     |                                                                                     |                                                                                     |                                                                                     |                                                                                     | 2                                                                                   |                                                                                     |                                                                                     |                                                                                     |                                                                                     |                                                                                     |
| عقل                                                                                 | 6                                                                                   | 5                                                                                   |                                                                                     |                                                                                     | 28                                                                                  | 12                                                                                  | 4                                                                                   |                                                                                     |                                                                                     |                                                                                     |                                                                                     |                                                                                     | 1                                                                                   |                                                                                     |                                                                                     |                                                                                     |                                                                                     |                                                                                     |
| قلب                                                                                 | 4                                                                                   |                                                                                     |                                                                                     |                                                                                     | 384                                                                                 | 517                                                                                 | 6                                                                                   |                                                                                     |                                                                                     |                                                                                     |                                                                                     |                                                                                     | 1                                                                                   |                                                                                     |                                                                                     |                                                                                     |                                                                                     |                                                                                     |
| عدد الكلمات والعبارات المتنوعة </br> تظهر> 4 إلى 1 مرة                              | 69                                                                                  | 22                                                                                  | 22                                                                                  | 4                                                                                   | 187                                                                                 | 64                                                                                  | 20                                                                                  | 31                                                                                  | 15                                                                                  | 17                                                                                  | 2601 </br> الله                                                                     | 2606                                                                                | 13                                                                                  | 21                                                                                  | 5592 </br> الضمائر                                                                  | 5785                                                                                |                                                                                     |                                                                                     |

## سفر التكوين 2: 7
ووفقاً لـسفر التكوين 2:7 لم يصنع الله جسدًا ووضع روحًا فيه، ؛ بل شكل جسد الإنسان من الغبار، ثم نفخ فيه النفس الإلهي فأحيا جسد الغبار. أي أن الغبار لم يجسد الروح، لكنه أصبح روحا - أصبح مخلوق كامل.

### تفسيرالترجوملسفر التكوين 2: 7
تفسير تارغومجوناثان المنحول: 
تفسير أونكلوس:

### الإنسان كـ«نفش»
هنا وفي كل الكتاب المقدس تشير «نفش» (نسمة) إلى «الروح الحية» التي تعني «الشخص الحي». هذا لأنه، كما ذكر بريفارد تشايلدز، ان من وجهة النظر التوراتية، الشخص «ليس لديه روح، بل هو روح».

### «نفش» الحيوانات
ويستند تعريف سوتش [psūchê ] في العهد الجديد على التعريف الموجود في العهد القديم. «وهكذا هو مكتوب، الرجل الأول آدم صنع روحا حية؛ [psūchê] آدم الأخير جعل روحا متسارعة .» (1 كورنثيين 15:45)

## في العهد الجديد
إن العهد الجديد المقابل لكلمة العهد القديم للروح، نفيش، هو نفسية. تحمل الكلمتان نطاقًا مماثلاً من المعاني. [بحاجة لمصدر] كلاهما يمكن أن يعين الشخص أو حياة الشخص ككل. لجميع الاستخدامات ومعاني النفس / ψυχἠ ، راجع جوزيف هنري ثاير، معجم يوناني-إنجليزي للعهد الجديد.

## موت النفس
وفقا لبعض الكتاب، نفيش وسوشي ليسا طبيعيتن خالدتين. فإنهما يموتان وليستا مفهومتين عن ماهيتهما  خلال الفترة الفاصلة بين الموت وقيامة يوم القيامة،  المعروفة أيضًا باسم الحالة الوسيطة.
يقول جون غولدنغاي «حياة إنسان تأتى مباشرة من الله، ومن الواضح أيضا أنه عندما يموت شخص ما، الروح (rḥaḥ ، على سبيل المثال، مز 104: 29) أو النفس (نبس ، على سبيل المثال، تكوين 35: 18) يختفي ويعود إلى الله الذي هو روح».

## الخلود
إن مفهوم الروح الغير مادية المنفصلة عن الجسد والتي تبقى على قيد الحياة بعد الممات هو أمر شائع اليوم، لكن وفقا للباحثين المعاصرين، لم يتم العثور على هذا المفهوم في المعتقدات العبرية القديمة. كلمة نفش لا تعني أبدًا روحًا خالدة  أو جزءًا غيرطبيعي من الكائن البشري  يمكن أن ينجو من موت الجسد كروح الموتى، 

### المسيحية التقليدية
في الفكرالآبائي، نحو نهاية القرن الثاني، بدأ فهم سوشي بحسب الثقافة اليونانية بدلا من مفهومها في العبرية. وبحلول القرن الثالث، وتأثير من اوريجانوس، تم تأسيس تقاليد الخلود المتأصل للروح وطبيعتها الإلهية. كما تشير موسوعة بريتانيكا الجديدة الجديد: «تبنى الفلاسفة المسيحيون الأوائل المفهوم الإغريقي لخلود الروح وفكر الروح بأنها مخلوقة من قبل الله وتدخل في الجسم عند الحمل.»  تم قبول الخلود المتأصل للنفس بين اللاهوتيين الغربيين والشرقيين عبر العصور الوسطى، وبعد الإصلاح، كما يتضح من اعتراف وستمنستر.

### الأبحاث الأكاديمية الحديثة
يؤكد الإجماع العلمي الحديث على أن التعاليم الأساسية للعهد القديم لا تشير إلى الروح الخالدة المستقلة عن الجسد. مجموعة واسعة من الأعمال المرجعية العلمية تمثل هذا الرأي باستمرار.

## روابط خارجية
- ستيوارت سالموند، عقيدة الخلود المسيحية